# دانيال دبليو بورش
دانيال دبليو بورش (بالإنجليزية: Daniel W. Bursch)‏ (و. 1957 – م) هو ضابط، ورائد فضاء من الولايات المتحدة الأمريكية . ولد في Bristol.

## ريادة الفضاء
شارك في المهمات الفضائية:
- STS-51[5]
- STS-108[5]
- البعثة 4[5]
- STS-77[5]
- STS-68[5]
- STS-111.[5]

## الخدمة العسكرية
خدم في بحرية الولايات المتحدة.

## جوائز
حصل على جوائز منها:
- Medal "For Merit in Space Exploration".